# Olaszfa
Olaszfa est un village et une commune du comitat de Vas en Hongrie.

## Histoire
Le nom du village est formé de l'adjectif hongrois olasz (« italien ») qui désignait également en hongrois ancien un locuteur d'une langue romane (même origine que welche, valaque, wallon), en l'occurrence celle des colons « latins » (notamment wallons) invités par les rois de Hongrie à s'installer dans leur royaume après les ravages des Mongols qui avaient causé la mort de nombreux hongrois.